# Hazem el-Beblaui
Hazem Abdel Aziz el-Beblaui (حازم عبد العزيز الببلاوي, nascido em 17 de outubro de 1936) é um economista e político liberal egípcio, que serviu em posições diferentes. O ex-ministro das Finanças em 2011, foi nomeado em 16 de Julho 2013 primeiro-ministro interino do Egito. sob o governo interino do Presidente Adly Mansour.

## Vida
Aziz el-Beblaui nasceu em torno de 1936. Ele estudou Direito na Universidade do Cairo e formou-se em 1957. Ele obteve a pós-graduação em Economia pela Universidade de Grenoble, em 1961. Assim, ele é PhD, que recebeu da Universidade de Paris em 1964.
Al-Beblaui começou sua carreira como professor na Universidade de Alexandria em 1965 e ministrou cursos relacionados com a economia em várias universidades até 1980. Ele se tornou um gerente do Banco Industrial do Kuwait, em 1980, e serviu ali até 1983. De 1983 a 1995, ele actuou como presidente e executivo-chefe do Banco de Desenvolvimento da Exportação no Egito, em seguida, trabalhou na Comissão Económica e Social das Nações Unidas para a Ásia Ocidental (ESCWA), como secretário-executivo entre 1995 e em 2000. Depois, ele actuou como consultor para o Fundo Monetário Árabe em Abu Dhabi 2001-2011.
Após a revolução egípcia, al-Beblaui tornou-se um dos membros fundadores do Partido Social Democrata Egito, que nomeou ele vice-primeiro-ministro e ministro das Finanças no gabinete em 17 de julho de 2011, que foi formada em janeiro de 2011. Ele seguiu Samir Radwan, que estava no cargo desde janeiro de 2011. O gabinete foi liderado por Essam Sharaf. Depois de quase quatro meses de mandato, em outubro de 2011, al-Beblaui renunciou ao cargo, quando os cristãos coptas foram mortos por forças da segurança.